# 비탈리 스카쿤
비탈리 볼로디미로비치 스카쿤(우크라이나어: Віта́лій Володи́мирович Скаку́н, 1996년 8월 19일~2022년 2월 24일)은 우크라이나의 군인이다. 해군 공병으로 복무하던 중 2022년 러시아의 우크라이나 침공 당시 헤르손으로 진격하는 러시아군 기갑 부대를 막기 위해 교량에서 자폭하여 전사했다.

## 생애
테르노필주의 베레자니에서 태어났으며, 2021년부터 우크라이나 해군에서 공병으로 복무했다. 러시아가 우크라이나를 침공하자 스카쿤이 복무하던 부대는 크림반도에서 헤르손으로 북진하는 러시아 기갑 부대의 진격을 늦추기 위해 드네프르강의 헤니체스크 다리에 배치되었다. 이때 러시아군의 진군을 막기 위한 유일한 방법으로는 헤니체스크 다리를 파괴하는 방법 밖에 없다는 결론이 나오자 자원하여 다리에 폭약을 설치했다. 그러나 스카쿤 자신은 헤니체스크교에서 탈출할 시간이 없었기 때문에 동료들에게 자신의 의도를 문자 메세지로 남긴 후 스스로 폭약을 폭발시켜 헤니체스크교를 파괴하고 순직했다. 그의 행동은 러시아군의 진격을 늦추고 스카쿤이 복무하던 대대가 재편성할 수 있게 되었다.
2022년 2월 26일 우크라이나의 대통령 볼로디미르 젤렌스키에 의해 우크라이나 영웅 칭호가 추서 되었으며, 같은 해 2월 28일 체코 프라하 시의회에서는 프라하 6구의 Y-012 교량의 명칭을 스카쿤을 기려 스카쿤교로 명명했다. 이후 3월 1일에는 스카군의 고향인 베레자니 시의회에서 그를 베레자니 명예 시민으로 선정했으며, 같은 해 3월 7일에는 폴란드 레슈노의 명예 시민으로 선정되었다.

## 수훈
- 2022년   우크라이나 영웅